# كين كلارك (ممثل)
كين كلارك (بالإنجليزية: Ken Clark)‏ مواليد 4 يونيو 1927 في أوهايو، الولايات المتحدة - الوفاة 1 يونيو 2009 في روما، هو ممثل أمريكي بدأ مسيرته الفنية سنة 1955. من أعماله جنوب المحيط الهادىء. امتدت مسيرته الفنية لأكثر من 43 عاما.

## روابط خارجية
- كين كلارك على موقع IMDb (الإنجليزية)
- كين كلارك على موقع أول موفي (الإنجليزية)
- كين كلارك على موقع قاعدة بيانات الفيلم (الإنجليزية)